# سرین‌بلاغ
سرین‌بلاغ (به لاتین: Sərinbulaq) یک منطقه مسکونی در جمهوری آذربایجان است که در شهرستان لنکران و در دهیاری خان‌بلان واقع شده‌است. این آبادی ۹۳ نفر جمعیت دارد.